# 줌파 라히리

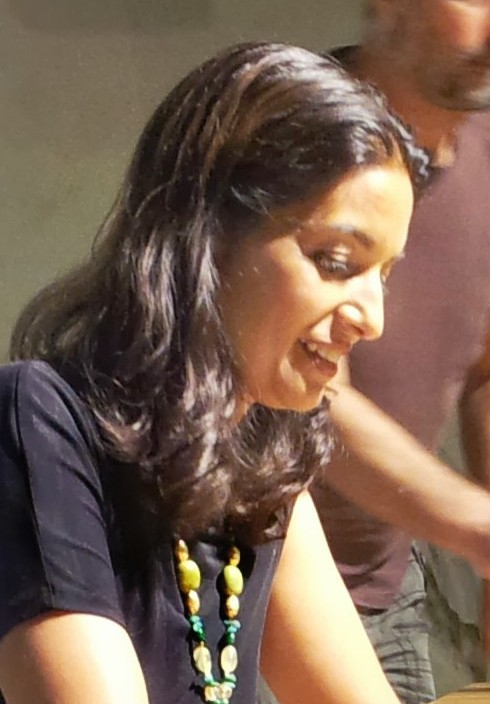

줌파 라히리(영어: Jhumpa Lahiri, 벵골어: ঝুম্পা লাহিড়ী, 1967년 7월 11일 ~ )은 인도계 미국인 작가이다. 라히리는 단편 소설 모음집인 <축복받은 집> 으로 퓰리처상 픽션 부문상을 받았고 헤밍웨이상을 수여 받았다.